# Værløse
 For alternative betydninger, se Værløse (flertydig). (Se også artikler, som begynder med Værløse)
Værløse er en by i Nordsjælland med 13.200 indbyggere  (2025). Byen ligger i Furesø Kommune og hører til Region Hovedstaden. Engang hed den Lille Værløse, fordi Kirke Værløse var den store by, og stationsbyen Værløse den lille. Men i 1990'erne blev præfikset "lille" strøget fra byskiltene. Før 2007 var byen det administrative center for Værløse Kommune.
Værløse er måske mest kendt fra vejrudsigten, idet Flyvestation Værløse indtil 2007 indgik i DMI's meldeområder, og navnet kan lyde som "Vejrløse".[kilde mangler] Dagbladet Politikens satire-spalte At tænke sig (ATS) havde dog også en anden navneform, nemlig Geværløse, som også har relation til flyvestationen, da dens flyeskadrille Eskadrille 721 i 2004 flyttede til Flyvestation Aalborg og dens helikoptereskadrille Eskadrille 722 og Søværnets Flyvetjeneste flyttede til Flyvestation Karup i 2003-2004.

## I byen
Følgende bygninger er særlige for byen: Værløsehallen, som er et resultat af et frivilligt arbejde i starten af 1960'erne. Værløse Kirke, der er en moderne sognekirke i et tidløst design. Værløse Bibliotek, et moderne folkebibliotek, der også anvendes som mødested for byrådet. Byen er desuden omgivet af tre store søer: Furesøen, Farum Sø og Søndersø, der alle er omkranset af store skove, herunder især af Hareskoven. Ved Furesøen ligger byens badestrand Furesøbad som et naturligt supplement til Værløse Svømmehal. På det kulturelle område har Værløse bl.a. fostret musikerne Nik & Jay, der findes kunst i Skovhuset, teater på Furesø Teater og i Egnsteatret Undergrunden, samt film i Værløse Bio, som blev kåret som Årets biograf i 1991.

## Strukturreform
Værløse kommune blev i 2005 tvangssammenlagt med Farum Kommune som følge af den kommunale stukturreform. Sammenlægningen havde virkning d. 1. januar 2007, og den nuværende kommune er som førnævnt Furesø Kommune. Der var stor modstand i Værløse mod sammenlægningen med nabokommunen på grund af Farum Kommunes økonomiske dispositioner under borgmester Peter Brixtofte, med en deraf følgende uigennemskuelig økonomi og en gæld, som ikke kan gøres op.[kilde mangler] Sammenlægningen blev gennemført af daværende indenrigsminister Lars Løkke Rasmussen på trods af store lokale protester i Værløse.

## Historie
Værløse optræder første gang skriftligt i Esrum Klosters annaler fra 1248 under navnet Witherløse. Fra middelalderen af kendes Kirke Værløse, Lille Værløse, Bringe, Jonstrup og Kollekolle, samt Borupgård nær Kirke Værløse. Lille Værløse var oprindeligt en landsby. Navnet optræder første gang 18. november 1248 som Withærløse litlæ. Tilføjelsen "lille" angiver en modsætning til Kirke Værløse (oprindeligt Vetherløsa maklæ, dvs. Værløsemagle eller Store Værløse).
I 1682 bestod Lille Værløse af 10 gårde og 12 huse uden jord. Det samlede dyrkede areal udgjorde 529,8 tønder land skyldsat til 119,13 tønder hartkorn. Dyrkningsformen var trevangsbrug.
Lille Værløse fik station på Slangerupbanen. I 1916 havde Værløse stationsby 329 indbyggere.
Gennem mellemkrigstiden voksede stationsbyen jævnt: 327 indbyggere i 1921, 395 i 1925, 440 i 1930, 488 i 1935 og 806 indbyggere i 1940. I 1930 var fordelingen efter næringsveje: 101 levede af landbrug, 140 af håndværk og industri, 40 af handel, 34 af transport, 25 af immateriel virksomhed, 33 af husgerning, 60 var ude af erhverv og 7 havde ikke opgivet indkomstkilde.
Efter anden verdenskrig blev Lille Værløse i stigende grad inddraget i Storkøbenhavns byudvikling: stationsbyen havde 897 indbyggere i 1945, 1.314 i 1950, 1.915 i 1955 og 4.718 indbyggere i 1960; i 1965 blev hele kommunen regnet som forstad. I 1960 var fordelingen efter næringsveje: 145 levede af landbrug, 1.927 af håndværk og industri, 638 af handel, 342 af transport, 1.208 af administration og liberale erhverv, 126 af andre erhverv, 289 af formue eller understøttelse, mens 43 ikke havde opgive indkomstgrundlag.